# Viktorija Senkutė
Viktorija Senkutė (Trakai, 12 de abril de 1996) é uma remadora lituana.

## Carreira
De Trakai, em 2013 competiu no Campeonato Mundial de Remo Juvenil Sub-18. Cinco anos depois, conquistou o bronze no skiff de duplas no Campeonato Europeu de Remo Sub-23 de 2018.
Depois que Senkutė terminou em 29º no Campeonato Mundial, a Federação Lituana de Remo encerrou o apoio financeiro para Viktorija, levando-a a mudar temporariamente do remo para o ciclismo. No entanto, com a eleição de Mindaugas Griškonis como o novo presidente da Federação Lituana de Remo, ela retornou ao remo competitivo. Ela chegou à final do skiff individual competindo na Copa do Mundo de Remo de 2024 em Lucerna. Ela também competiu como ciclista e foi vice-campeã no Campeonato Nacional de Contra-Relógio da Lituânia de 2021.
Nos Jogos Olímpicos de Verão de 2024, em Paris, conquistou a medalha de bronze na prova de skiff simples feminino com o tempo de 7:20.85.